# O Menino Está com Frio
O Menino está com frio, ou Em Belém, o Salvador, é uma canção de Natal tradicional portuguesa originária do Ribatejo.

## História

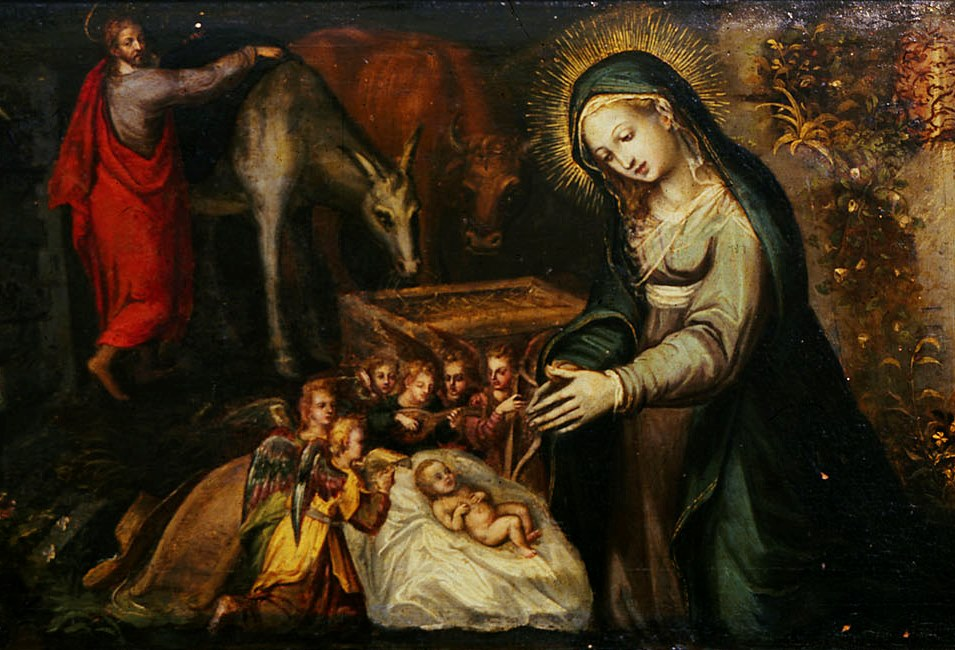
Vasco Pereira Lusitano: Natividade (detalhe, 1575) no Museu Nacional de Arte Antiga.

A melodia de "O Menino está com frio" data, segundo o musicólogo português Mário de Sampayo Ribeiro, da primeira metade do século XVI, entre os reinados de D. Manuel I e D. João III (o que corresponde aos anos entre 1495 e 1557). O mesmo autor sugere também que pode ser um último vestígio de um possível auto vicentino perdido.
A melodia foi publicada pela primeira vez em 1899 na revista de etnografia portuguesa A Tradição, sugerindo-se ser originária de Serpa na região do Baixo Alentejo. Contudo, enquanto que a letra é, efetivamente, de uma canção do concelho de Serpa, chamada "Natal da Aldeia Nova de São Bento", a partitura apresentada é de "O Menino está com frio", um "canto do Natal do Ribatejo" como assegura o etnomusicólogo Pedro Fernandes Tomás numa publicação posterior de 1919.
Para além de ter estudado a composição, Mário de Sampayo Ribeiro também criou uma harmonização da melodia, com o nome "O Menino está com frio". O mesmo fez também Fernando Lopes-Graça que a utilizou como um dos movimentos da sua Primeira Cantata do Natal, terminada em 1950. Nesta última obra recebeu o nome de "Em Belém, o Salvador"..

## Letra
Na sua origem popular, a melodia admitia uma infinidade de coplas tradicionais. Algumas delas foram recolhidas e publicadas por Pedro Fernandes Tomás. Embora as versões de Lopes-Graça e Sampayo Ribeiro tenham esta publicação como fonte principal, os compositores selecionaram quadras distintas. Do poema coligido em 1919, a harmonização de Lopes-Graça usa a primeira e a terceira quadras e a de Sampayo Ribeiro usa apenas a segunda:

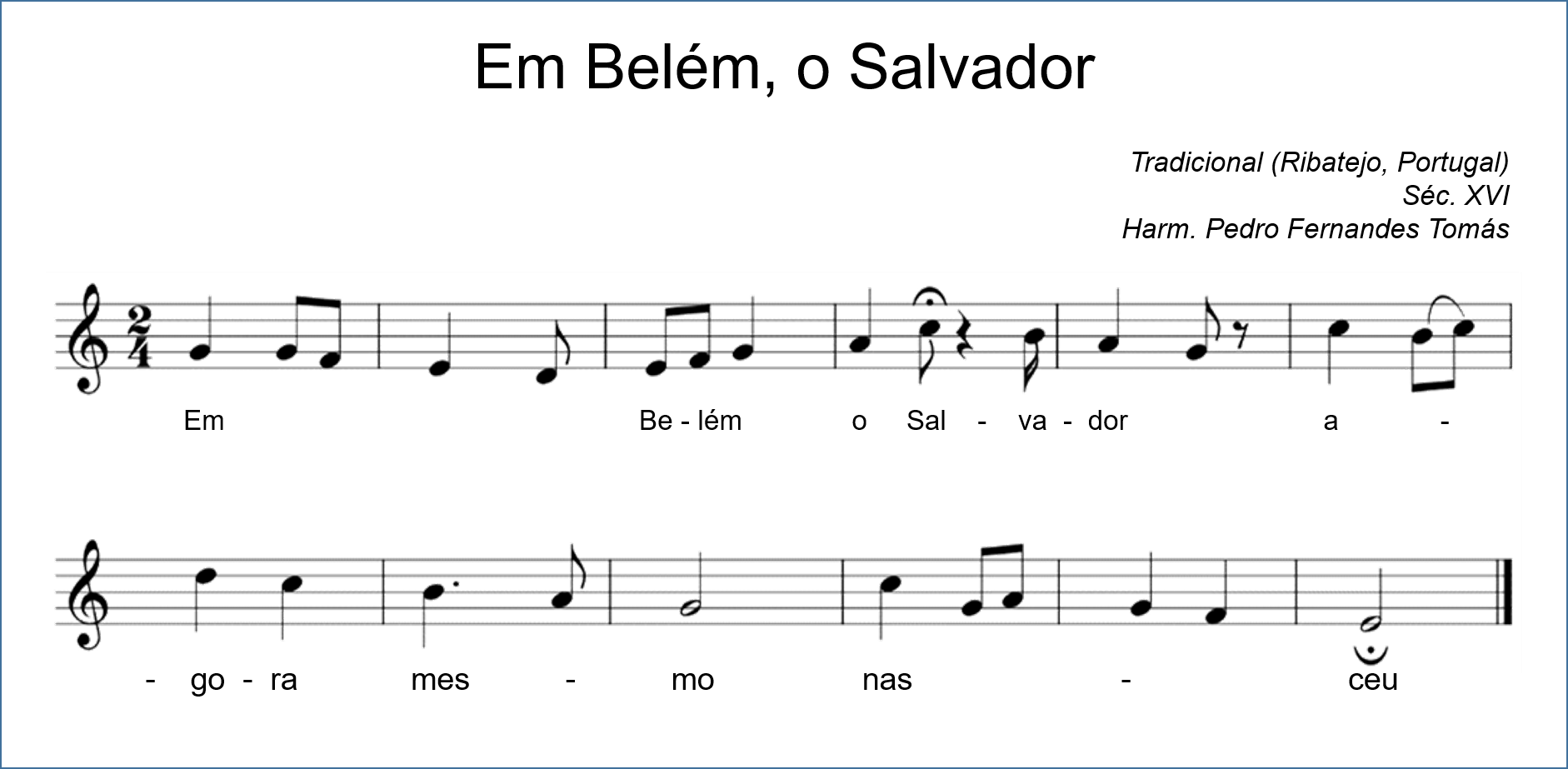
Partitura de "Em Belém, o Salvador", harm. por Pedro Fernandes Tomás em 1919.

| 1 |  | Em Belém, o Salvador Agora mesmo nasceu; É nosso Rei e Senhor Que do alto Céu desceu.[a]      |
| 2 |  | O Menino está com frio O frio O faz tremer; Menino Deus da minh'alma Quem Vos pudera valer.   |
| 3 |  | Na cidade de Belém Meia-noite estava a dar, Quando nasceu o Menino Antes do galo cantar.      |
| 4 |  | Esta noite à meia-noite Um anjo do Céu baixou; A visitar o Menino Que Deus à Terra mandou.[1] |

## Discografia
- 1956 — Cantos Tradicionais Portugueses da Natividade. Coro de Câmara da Academia de Amadores de Música. Radertz. Faixa 11: "Em Belém, o Salvador"[2].
- 1978 — Primeira Cantata do Natal. Grupo de Música Vocal Contemporânea. A Voz do Dono / Valentim de Carvalho. Faixa 11: "Em Belém, o Salvador"[2].
- 1994 — Lopes Graça. Grupo de Música Vocal Contemporânea. EMI / Valentim de Carvalho. Faixa 11: "Em Belém, o Salvador"[2].
- 2000 — 1ª Cantata do Natal Sobre Cantos Tradicionais Portugueses de Natividade. Coral Públia Hortênsia. Edição de autor. Faixa 11: "Em Belém, o Salvador"[2].
- 2008 — Dormindo está um menino. Ana Truta Duarte. Numérica. Faixa 4: "Em Belém, o Salvador".[5]
- 2009 — Compositores portugueses XX-XXI: vol. 3. Coro Sinfónico Lisboa Cantat. Numérica. Faixa 7: "Em Belém, o Salvador".[6]
- 2011 — Canções de Natal Portuguesas. Coro Gulbenkian. Trem Azul. Faixa 15: "O Menino está com frio".[7]
- 2012 — Fernando Lopes-Graça  - Obra Coral a capella - Volume II. Lisboa Cantat. Numérica. Faixa 14: "Em Belém, o Salvador"[2].
- 2013 — Fernando Lopes-Graça  - Primeira Cantata de Natal. Coro da Academia de Música de Viana do Castelo. Numérica. Faixa 11: "Em Belém, o Salvador"[2].